# Orquestra Simfònica de l'Índia
L'Orquestra Simfònica de l'Índia és una orquestra fundada a Mumbai, Índia, el 2006, i està afiliada al Centre Nacional per a les Arts Interpretatives (NCPA).
El primer i actual director és el violinista Marat Bisengaliev. La temporada de l'orquestra inclou a més del repertori simfònic, música de cambra.